# Шо ле Клервал
Шо ле Клервал (фр. Chaux-lès-Clerval) насеље је и општина у источној Француској у региону Франш-Конте, у департману Ду која припада префектури Монбелијар.
По подацима из 2011. године у општини је живело 191 становника, а густина насељености је износила 22,29 становника/km². Општина се простире на површини од 8,57 km². Налази се на средњој надморској висини од 329 метара (максималној 650 m, а минималној 272 m).

## Демографија
| 1962. | 1968. | 1975. | 1982. | 1990. | 1999. | 2011. |
| ----- | ----- | ----- | ----- | ----- | ----- | ----- |
| 145   | 151   | 164   | 181   | 168   | 189   | 191   |

График промене броја становника у току последњих година